# Caatinga
La caatinga è la maggiore foresta secca del Sud America è una delle più ricche del mondo in termini di biodiversità.
Il termine caatinga viene dalla lingua tupi-guaraní caa ("foresta") + tinga ("grigio"), ovverosia "foresta grigia". La parola è chiarificatrice in quanto le numerose piante che caratterizzano questa "foresta" si presentano per gran parte dell'anno secche e senza foglie mentre assumono la colorazione verde solamente in inverno, nell'epoca delle piogge.

## Territorio
Il clima è caratterizzato da due stagioni prevalenti, la stagione secca e la stagione umida delle piogge, durante la quale le precipitazioni ed i rovesci sono molto frequenti e duraturi, durevoli. Nella stagione secca le temperature variano dai 20 ai 25 °C,  mentre durante la stagione delle piogge, a causa dell'umidità le temperature si innalzano fino a toccare, nei mesi di gennaio, marzo e ottobre, la massima quota di 30 °C.
È un bioma esclusivamente brasiliano, caratteristico della regione denominata Sertão, il che significa che gran parte del suo patrimonio biologico non si trova in nessun altro luogo del pianeta. La caatinga occupa un'area di circa 750.000 chilometri quadrati, inglobando il territorio di parte degli stati del Maranhão, Piauí, Ceará, Rio Grande do Norte, Paraíba, Pernambuco, Alagoas, Sergipe, Bahia e Minas Gerais.
In passato si credeva che la caatinga fosse il risultato della degradazione di formazioni vegetali più esuberanti, come la Mata Atlântica (foresta costiera brasiliana) o la Foresta Amazzonica. Questa supposizione portò alla falsa idea che il bioma fosse omogeneo, con biota povero in specie ed endemismi. Tale idea portò conseguentemente alla conclusione che questo ambiente fosse stato poco alterato dall'epoca della colonizzazione e che non avesse molto bisogno di preservazione ambientale. In tal modo si è permessa una ampia degradazione ambientale e l'estinzione in ambito locale di varie specie, principalmente di grandi mammiferi, la cui unica traccia rimanente,  molti casi, è il nome a loro associato delle località dove esistettero.
Nel frattempo studi e analisi di dati più recenti disvelano la caatinga come ricca in biodiversità ed endemismi, e abbastanza eterogenea. Molte aree precedentemente considerate come primarie sono, in realtà, il prodotto dell'interazione tra l'uomo e l'ambiente, conseguenza di uno sfruttamento iniziato a partire dal secolo XVI.

## Flora
La vegetazione della caatinga si è adattata alle condizioni di aridità (vegetazione xerofila).
Quanto alla flora, sono state registrate fino a questo momento circa 1000 specie, stimando che ci sia un totale da 2000 a 3000 piante.  Descrizioni di nuove specie sono in corso di registrazione, indicando una conoscenza botanica e zoologica abbastanza precaria di questo ecosistema, che secondo i ricercatori è considerato il meno conosciuto e studiato degli ecosistemi brasiliani.
Al di là dell'importanza biologica, la caatinga rappresenta un potenziale economico in termini di produzione di foraggio e prodotti per l'alimentazione degli animali da pascolo.
Ha una interessante produzione fruttifera (ricordiamo l'umbu) e di piante medicinali.
Questo ambiente particolare risulta però minacciato. Lo sfruttamento di tipo estrattivo esercitato dalla popolazione locale fin dall'epoca dell'occupazione del Sertão ha portato a una rapida degradazione ambientale. Secondo quanto stimato, circa il 70% della caatinga già è stata alterata dall'uomo e solamente lo 0,28% della sua area è protetta in aree o parchi di conservazione. Queste cifre conferiscono alla caatinga la condizione di ecosistema meno preservato e di uno dei più degradati.
Come conseguenza di questa degradazione, alcune specie figurano nella lista delle specie minacciate di estinzione dall'IBAMA. Altre come l'aroeira e l'umbuzeiro, sono protette dalla legislazione forestale al fine di impedirne l'utilizzo come fonte energetica per evitarne l'estinzione.

## Fauna
La fauna della caatinga esprime una notevole biodiversità: sono presenti almeno 185 specie di pesci, 44 di sauri, 9 di anfisbene, 47 di serpenti, 4 di testuggini, 3 di coccodrilli, 49 di anfibi, 350 di uccelli e 80 di mammiferi.
Tra gli uccelli meritano di essere citate alcune specie endemiche quali l'ara indaco (Anodorhynchus leari), l'ara di Spix (Cyanopsitta spixii), il rampichino dai mustacchi (Xiphocolaptes falcirostris) e l'eremita codamacchiata (Anopetia gounellei).

## Conservazione
Per invertire questo processo, studi sulla flora e fauna della caatinga sono necessari e un progetto per lo studio delle piante minacciate di estinzione è stato promosso da vari organi dello stato di Bahia in collaborazione con l'università di questo stato UNEB.